# Commission des affaires ethniques d'État de république populaire de Chine
 (février 2017).
Si vous disposez d'ouvrages ou d'articles de référence ou si vous connaissez des sites web de qualité traitant du thème abordé ici, merci de compléter l'article en donnant les références utiles à sa vérifiabilité et en les liant à la section « Notes et références ».
La Commission des affaires ethniques d'État de la république populaire de Chine (chinois : 中华人民共和国国家民族事务委员会 ; pinyin : zhōnghuá rénmín gònghéguó guójiā mínzú shìwù wěiyuánhuì) ou plus simplement Commission des affaires ethniques d'état (SEAC) est un ministère public de la république populaire de Chine chargé des questions des minorités ethniques.
La commission est placée sous la responsabilité directe du Conseil des affaires de l'État de la république populaire de Chine.